# Nopaltzin
Nopaltzin (1244 - 1336) foi um líder chichimeca de século XIII, um Tlatoani . Seu nome significa Rei Cactus no idioma Náuatle .
Filho de Xólotl . Nopaltzin ajudou seu pai em fundar a capital Chichimeca, Tenayuca. Ele ascendeu ao trono com 60 anos de idade em 1304, e introduziu a cultura tolteca . 
Após a morte de Xólotl, o reino foi deixado para Nopaltzin, que tomou posse formal, disparando quatro setas, aos quatro ventos, resolveu fixar sua residência em Tenayuca, a seis milhas do Lago Texcoco, para ter mais terras para a agricultura .
A ascensão de Nopaltzin ao trono foi celebrado com aclamações e regozijo, por quarenta dias. Quando os nobres se despediram para voltar a seus respectivos estados, uma delas dirigida assim o rei. "Grande rei e senhor, como seus assuntos e servos, vamos em obediência aos seus comandos, para governar o povo, você se comprometeram a nosso cargo, tendo em nossos corações o prazer de ter visto você no trono não menos devido à sua . virtude do que para o seu nascimento reconhecemos a sorte inigualável, o que temos em servir tão ilustre e poderoso um senhor; e pedimos-lhe que nos olham com os olhos de um verdadeiro pai, e para nos proteger com o seu poder, que pode descansar seguro e sob a sua sombra. está bem a água que restaura, enquanto o fogo que destrói, e em suas mãos mantenha igualmente a nossa vida e nossa morte .
Nopaltzin conferiu a Tlotzin Pochotl, o Falcão, o primeiro filho nascido de sua rainha tolteca, o governo do Texcoco; e para seus dois irmãos mais novos, os estados de Zacatlan e Tenamitic, respectivamente, a fim de que eles adquirissem cedo a difícil arte de governar os homens . 
Tlotzin foi aclamado tlatoani após a morte de seu pai que governou durante 32 anos e continuou os esforços civilizatórios deste 
| Precedido por Xólotl | 2º Tlatoani de Tenayuca 1304 - 1336 | Sucedido por Tlotzin Pochotl |